# Ardèche Classic 2021
La Ardèche Classic 2021, ventunesima edizione della corsa, valevole come terza prova dell'UCI ProSeries 2021 categoria 1.Pro, si svolse il 27 febbraio 2021 su un percorso di 171,3 km (il percorso non è stato presentato in anticipo perché è vietato assistere alla corsa), con partenza e arrivo a Guilherand-Granges, in Francia. La vittoria fu appannaggio del francese David Gaudu, il quale completò il percorso in 4h32'37", alla media di 37,701 km/h, precedendo il connazionale Clément Champoussin ed il britannico Hugh Carthy.
Sul traguardo di Guilherand-Granges 122 ciclisti, su 144 partenti, portarono a termine la competizione.

## Squadre e corridori partecipanti
| N.      | Cod. | Squadra                  |
| ------- | ---- | ------------------------ |
| 1-7     | DQT  | Deceuninck-Quick Step    |
| 11-17   | ACT  | AG2R Citroën Team        |
| 21-27   | GFC  | Groupama-FDJ             |
| 31-37   | COF  | Cofidis                  |
| 41-47   | IWG  | Intermarché-Wanty-Gobert |
| 51-57   | EFN  | EF Education-Nippo       |
| 61-67   | TFS  | Trek-Segafredo           |
| 71-77   | ISN  | Israel Start-Up Nation   |
| 81-87   | TQA  | Team Qhubeka Assos       |
| 91-97   | AST  | Astana-Premier Tech      |
| 101-107 | UAD  | UAE Team Emirates        |

| N.      | Cod. | Squadra                         |
| ------- | ---- | ------------------------------- |
| 111-117 | TDE  | Total Direct Énergie            |
| 121-127 | BBK  | B&B Hotels p/b KTM              |
| 131-137 | DKO  | Delko                           |
| 141-147 | ARK  | Team Arkéa-Samsic               |
| 151-157 | BWB  | Bingoal WB                      |
| 161-167 | CJR  | Caja Rural-Seguros RGA          |
| 171-177 | AFC  | Alpecin-Fenix                   |
| 181-187 | XRL  | Xelliss-Roubaix Lille Métropole |
| 191-197 | AUB  | St Michel-Auber 93              |
| 201-207 | SRA  | Swiss Racing Academy            |

## Ordine d'arrivo (Top 10)
| Pos. | Corridore         | Squadra    | Tempo    |
| ---- | ----------------- | ---------- | -------- |
| 1    | David Gaudu       | Groupama   | 4h32'37" |
| 2    | C. Champoussin    | AG2R       | s.t.     |
| 3    | Hugh Carthy       | EF-Nippo   | a 11"    |
| 4    | M. Frølich Honoré | Deceuninck | a 28"    |
| 5    | Dorian Godon      | AG2R       | a 40"    |
| 6    | Aleksandr Vlasov  | Astana     | s.t.     |
| 7    | A. Paret-Peintre  | AG2R       | a 42"    |
| 8    | Thibaut Pinot     | Groupama   | s.t.     |
| 9    | Jonathan Hivert   | B&B Hotels | a 46"    |
| 10   | Quinn Simmons     | Trek       | s.t.     |